# Korpus Schalburga

Sztandar Korpusu Schalburga

Korpus Schalburga (duń. Schalburg-Korpset) – duńska formacja hitlerowskiego Allgemeine SS w okresie II wojny światowej.
2 lutego 1943 r. został utworzony na obszarze okupowanej Danii Germański Korpus, będący częścią niemieckiego Allgemeine SS. W dużej części rekrutował się spośród żołnierzy i oficerów Frikorps Danmark, walczącego z Sowietami na froncie wschodnim. Był wśród nich Knud Børge Martinsen, który – po rozmowie w Berlinie z Reichsführerem SS Heinrichem Himmlerem – stanął na czele Korpusu. Ochotnicy, którzy nie pochodzili z Frikorps Danmark i nie mieli doświadczenia bojowego, musieli przejść 6-tygodniowe szkolenie wojskowe i indoktrynację polityczną. Już 30 marca przemianowano formację na Korpus Schalburga (nazwa pochodziła od nazwiska poległego dowódcy Frikorps Danmark i bohatera duńskich faszystów, Christiana Frederika von Schalburga). 
Faktycznie duńska formacja SS rozpoczęła działalność dopiero od lipca 1943 r. Podzielono ją na dwie grupy: pierwsza była umundurowana (czarne uniformy wzorowane na mundurach hitlerowskiego SS, po części też mundury duńskiej armii) i uzbrojona, druga natomiast stanowiła oddział cywilny. W odróżnieniu od holenderskiego SS i norweskiego SS nie wchodziła w skład duńskiej partii faszystowskiej DNSAP, ale stanowiła oddzielną formację. W grudniu w jej skład weszły bojówki DNSAP, Landstormen. 

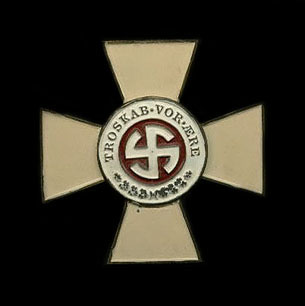
Krzyż Schalburga

Wkrótce większość członków Korpusu Schalburga zostało przeniesionych do nowo sformowanego SS-Uddannelsesbatallion Sjælland pod dowództwem SS-Sturmbannführera Poula Neergaarda-Jacobsena. Jego zadaniami była ochrona dróg i linii kolejowych przed sabotażami ze strony ruchu oporu. Grupa cywilna była przez Niemców używana do różnych „brudnych” akcji na terenie Danii. Korpus Schalburga został formalnie rozwiązany 28 lutego 1945 r. Po wyzwoleniu kraju przez aliantów kilku jego członków, w tym Martinsen, zostało rozstrzelanych.